# Paetica eutropia
Paetica eutropia är en fjärilsart som beskrevs av Stoll 1790. Paetica eutropia ingår i släktet Paetica och familjen nattflyn. Inga underarter finns listade i Catalogue of Life.

## Bildgalleri

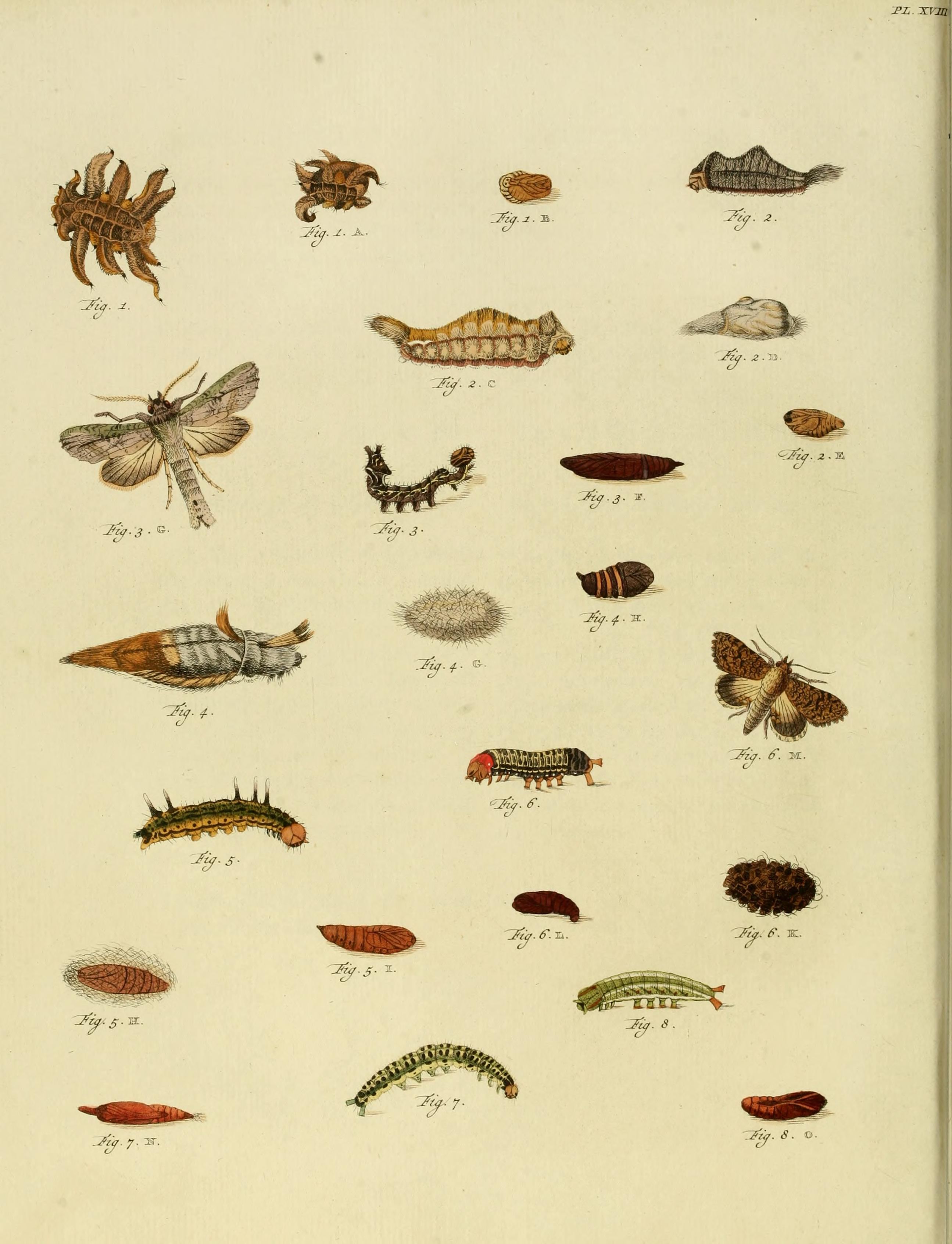